# Tragocephala semisuturalis
Tragocephala semisuturalis är en skalbaggsart som beskrevs av Aurivillius 1927. Tragocephala semisuturalis ingår i släktet Tragocephala och familjen långhorningar. Inga underarter finns listade i Catalogue of Life.